# Орон (озеро)

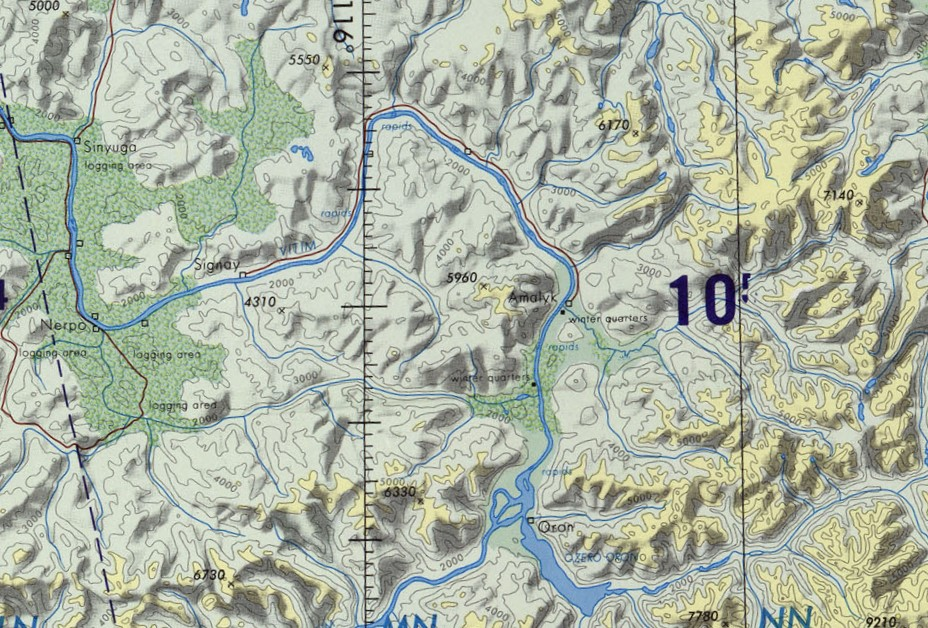
Витим и Делюн-Уранский Хребет, где расположено озеро Орон

Оро́н (эвенк. Ооран — перекат) — озеро в Бодайбинском районе Иркутской области, на территории Витимского заповедника.

## Происхождение названия
Считается, что название озера Орон происходит от эвенкийского орон — олень. Также есть предположение, что данный топоним — искажённое эвенкийское хорон — место у костра, место стойбища.
Однако наиболее вероятно, что название озера происходит от эвенкийского ооран — порог, быстрина на реке.

## Географические характеристики
Длина озера составляет 24 км, максимальная ширина — 6 км, минимальная — 4, площадь — 51,3 км², максимальная глубина достигает 184 метра (в южной части озера). Высота озёрного зеркала составляет 354 м над уровнем моря. Глубины северной части водоёма сравнительно небольшие. Глубоководная часть озера занимает примерно 34 его площади. В южной части озера берега каменистые, часто встречаются обрывы, дно круто понижается на значительные глубины. Береговая линия северной части озера резко отличается от береговой линии южной части: берега пологие, часто заболочены, многочисленны протоки, острова. На северном берегу озера расположена нежилая деревня Орон.
Вода в озере чистая, изумрудно-голубого цвета, показатель pH достигает 6,75, содержит много кислорода, прозрачность воды изменяется в зависимости от времени года, максимальная — в середине лета и составляет около 7-8 метров. Питание смешанное: дождевое и снеговое, грунтовое, а также за счёт впадающих водотоков.

### Притоки и сток
Площадь водосборного бассейна озера составляет 3570 км². Всего Орон имеет более 16 притоков. Самые крупные из них — реки Сигикта, Култушная, Каменная, Половинка, Холодный. Наиболее интенсивное наполнение озера из притоков происходит в период таяния снега. Многие из ручьёв, впадающих в озеро, в устье образуют водопады. Озеро проточное. Сток в реку Витим через небольшую протоку длиной около километра, в месте впадения которой в Витим расположены Оронские мели — расширение шириной 2,5 км с многочисленными мелководьями и островами.

## Флора
В пойме озера зарегистрированы кувшинка четырёхугольная, лабазник дальневидный, шильник водяной, черёмуха уединённая. Данные растения входят в список «Редкие и исчезающие растения Сибири». На берегах водоёма с повышенной влажностью произрастают плаун можжевельниковый, подмаренник трёхраздельный, мытник Власова, более свойственный для флоры Забайкальского края, а также реликтовое растение осока богемская, произраставшее ещё во времена третичного периода. На сфагновом болоте в урочище Золотая Курья зарегистрированы краснокнижные растения ирис гладкий и осока рыхлая. В устьях водотоков встречаются небольшие рощи толокнянколистной чозении, по берегам произрастают заросли страусника обыкновенного. По берегам рек и ручьёв, впадающих в озеро, встречаются эндемики Станового нагорья купальница крючковатая, соссюрея Полякова, а также краснокнижное растение родиола розовая или золотой корень, как его здесь называют. Водоём окружён гольцами, покрытыми лесом и кедровым стлаником.

## Фауна
В озере зарегистрирован 21 вид рыб, из которых 12 обитают в водоёме постоянно. Среди них сибирский усатый голец, обыкновенный гольян, сибирский елец, ёрш, налим, окунь, плотва, пестроногий подкаменщик, пыжьян, оронский сиг (обитает на больших глубинах), восточносибирский хариус, щука. Изредка в озере регистрируются пелядь, обыкновенный валёк, серебряный карась. В протоку между Ороном и Витимом периодически заходят ленок, сибирская минога, ленский осётр, таймень, тугун.
В водоёме насчитывается около 150 планктонных организмов. Обитают некоторые виды, являющиеся общими эндемиками Орона и Байкала. Среди них, например, многощетинковый червь полихета манаюнкия байкальская (Manaynkia baicalensis).
На берегу озера гнездятся скопы, чёрные аисты. В окрестностях водоёма зарегистрированы беркут, орлан-белохвост, сокол-сапсан, в лесных массивах — филин. Часть этих видов занесена в Красную книгу России. Во время весенних миграций на территории северной части озера останавливаются множество видов перелётных птиц: различные утки, в частности, кряква, крачки, гоголи, кулики, лебедь-кликун, трясогузки (в частности, жёлтая и белая), чайки и др..

## Экология
В настоящее время экологическое состояние озера удовлетворительное, однако, угрожающим фактором является добыча золота гидравлическим способом на притоках Витима в непосредственной близости от границ заповедника. В 1980-х годах институтом «Ленгидропроект» был разработан проект по созданию на реке Витим каскада ГЭС. Его осуществление, влекущее за собой затопление больших территорий, вызовет отрицательные изменения климата и экосистем всей долины реки, включая озеро Орон.